# Plavání na mistrovství Evropy v plaveckých sportech 1958
Závody v plavání na mistrovství Evropy v plaveckých sportech za rok 1958 proběhly v Budapešti, Maďarsko ve dnech 31. srpna až 6. září 1958.

## Výsledky

### Individuální disciplíny
| Muži                | Zlato                        | Zlato   | Stříbro                      | Stříbro | Bronz                      | Bronz   |
| ------------------- | ---------------------------- | ------- | ---------------------------- | ------- | -------------------------- | ------- |
| 100 m volný způsob  | Paolo Pucci (ITA)            | 56,3    | Viktor Polevoj (URS)         | 56,9    | Gyula Dobay (HUN)          | 57,5    |
| 400 m volný způsob  | Ian Black (GBR)              | 4:31,3  | Boris Nikitin (URS)          | 4:36,2  | Paolo Galletti (ITA)       | 4:38,1  |
| 1500 m volný způsob | Ian Black (GBR)              | 18:05,8 | József Katona (HUN)          | 18:13,0 | Gennadij Androsov (URS)    | 18:30,2 |
| 100 m znak          | Robert Christophe (FRA)      | 1:03,1  | Leonid Barbijer (URS)        | 1:03,9  | Wolfgang Wagner (GDR)      | 1:05,5  |
| 200 m motýlek       | Ian Black (GBR)              | 2:21,9  | Pavel Pazdírek (TCH)         | 2:22,6  | Graham Symonds (GBR)       | 2:25,8  |
| 200 m prsa          | Leonid Kolesnikov (URS)      | 2:41,1  | Roberto Lazzari (ITA)        | 2:41,3  | Klaus Bodinger (FRG)       | 2:41,4  |
| Ženy                | Zlato                        | Zlato   | Stříbro                      | Stříbro | Bronz                      | Bronz   |
| 100 m volný způsob  | Kate Jobsonová (SWE)         | 1:04,7  | Cornelia Gastelaarsová (NED) | 1:05,0  | Judith Grinhamová (GBR)    | 1:05,4  |
| 400 m volný způsob  | Jans Kosterová (NED)         | 5:02,6  | Cornelia Schimmelová (NED)   | 5:02,6  | Agnes Raeová (GBR)         | 5:07,7  |
| 100 m znak          | Judith Grinhamová (GBR)      | 1:12,6  | Margaret Edwardsová (GBR)    | 1:12,9  | Larisa Viktorovová (URS)   | 1:13,9  |
| 100 m motýlek       | Catharina Lagerbergová (NED) | 1:11,9  | Aartje Voorbijová (NED)      | 1:12,1  | Marta Skupilová (TCH)      | 1:14,3  |
| 200 m prsa          | Adelaïde den Haanová (NED)   | 2:52,0  | Anita Lonsbroughová (GBR)    | 2:53,5  | Wiltrud Urselmannová (FRG) | 2:53,8  |

### Štafety
| Muži                   | Zlato | Zlato  | Stříbro | Stříbro | Bronz | Bronz  |
| ---------------------- | --- | ------ | --- | ------- | --- | ------ |
| 4×200 m volný způsob   | Sovětský svaz (URS) (Gennadj Nikolajev, Vladimir Stružanov, Igor Lužkovskj, Boris Nikitin, (r)Vitalj Sorokin, (r)Viktor Polevoj)                          | 8:33,7 | Itálie (ITA) (Fritz Dennerlein, Paolo Galletti, Angelo Romani, Paolo Pucci)                                                          | 8:41,2  | Maďarská lidová republika (HUN) (József Katona, Imre Nyéki, György Müller, Gyula Dobay, (r)György Kárpáti, (r)Tivadar Kanizsa) | 8:45,3 |
| 4×100 m polohový závod | Sovětský svaz (URS) (Leonid Barbijer, Vladimir Minaškin, Vitalij Ženěnkov, Viktor Polevoj, (r)Georgij Kuvaldin, (r)Leonid Sagajduk)                       | 4:16,5 | Maďarská lidová republika (HUN) (László Magyar, György Kunsági, György Tumpek, Gyula Dobay)                                          | 4:20,4  | Itálie (ITA) (Gilberto Elsa, Roberto Lazzari, Fritz Dennerlein, Paolo Pucci)                                                   | 4:21,9 |
| Ženy                   | Zlato | Zlato  | Stříbro | Stříbro | Bronz | Bronz  |
| 4×100 m volný způsob   | Nizozemsko (NED) (Cornelia Schimmelová, Catharina Lagerbergová, Margaretha Kraanová, Cornelia Gastelaarsová, (r)Margretta Koková, (r)Josephina Troostová) | 4:22,9 | Spojené království (GBR) (Judith Grinhamová, Elspeth Fergusonová, Judith Samuelová, Diana Wilkinsonová)                              | 4:24,2  | Švédsko (SWE) (Birgitta Erikssonová, Karin Larssonová, Barbro Anderssonová, Kate Jobsonová, (r)Birgitta Wängbergová)           | 4:28,5 |
| 4×100 m polohový závod | Nizozemsko (NED) (Helena de Nijsová, Adelaïde den Haanová, Aartje Voorbijová, Cornelia Gastelaarsová)                                                     | 4:52,9 | Sovětský svaz (URS) (Larisa Viktorovová, Eve Uusmeesová, Galina Kamajevová, Ulvi Voogová, (r)Valentina Pozňaková, (r)Anne Tippelová) | 4:54,2  | Spojené království (GBR) (Judith Grinhamová, Anita Lonsbroughová, Christine Gosdenová, Diana Wilkinsonová)                     | 4:54,3 |

## Medailová bilance
V plavání se rozdělilo celkem 15 sad medailí.
| Pořadí>) | Stát                            |       | Muži    | Muži  | Muži  |         | Ženy  | Ženy  | Ženy    |       | Muži + Ženy | Muži + Ženy | Muži + Ženy | Celkem |
| Pořadí>) | Stát                            | Zlato | Stříbro | Bronz | Zlato | Stříbro | Bronz | Zlato | Stříbro | Bronz |             |             |             | Celkem |
| -------- | ------------------------------- | ----- | ------- | ----- | ----- | ------- | ----- | ----- | ------- | ----- | ----------- | ----------- | ----------- | ------ |
| 1.       | Nizozemsko (NED)                |       | 0       | 0     | 0     |         | 5     | 3     | 0       |       | 5           | 3           | 0           | 8      |
| 2.       | Spojené království (GBR)        |       | 3       | 0     | 1     |         | 1     | 3     | 3       |       | 4           | 3           | 4           | 11     |
| 3.       | Sovětský svaz (URS)             |       | 3       | 3     | 1     |         | 0     | 1     | 1       |       | 3           | 4           | 2           | 9      |
| 4.       | Itálie (ITA)                    |       | 1       | 2     | 2     |         | 0     | 0     | 0       |       | 1           | 2           | 2           | 5      |
| 5.       | Švédsko (SWE)                   |       | 0       | 0     | 0     |         | 1     | 0     | 1       |       | 1           | 0           | 1           | 2      |
| 6.       | Francie (FRA)                   |       | 1       | 0     | 0     |         | 0     | 0     | 0       |       | 1           | 0           | 0           | 1      |
| 7.       | Maďarská lidová republika (HUN) |       | 0       | 2     | 2     |         | 0     | 0     | 0       |       | 0           | 2           | 2           | 4      |
| 8.       | Československo (TCH)            |       | 0       | 1     | 0     |         | 0     | 0     | 1       |       | 0           | 1           | 1           | 2      |
| 9.       | Západní Německo (FRG)           |       | 0       | 0     | 1     |         | 0     | 0     | 1       |       | 0           | 0           | 2           | 2      |
| 10.      | Východní Německo (GDR)          |       | 0       | 0     | 1     |         | 0     | 0     | 0       |       | 0           | 0           | 1           | 1      |
| Celkem   | Celkem                          |       | 8       | 8     | 8     |         | 7     | 7     | 7       |       | 15          | 15          | 15          | 45     |